# Marcus Goldman

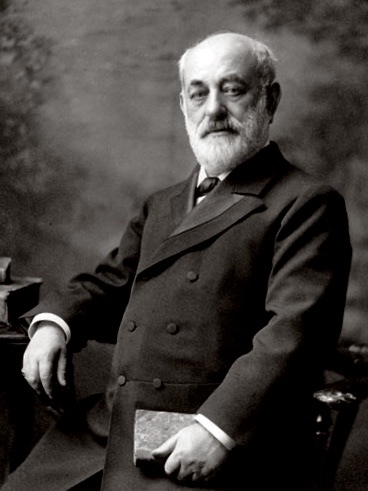
Marcus Goldman

Marcus Goldman (geboren als Marcus Goldmann; Trappstadt, 9 december 1821 – Elberon (New Jersey), 20 juli 1904) was een Amerikaanse investeringsbankier, zakenman en financier. Hij was de oprichter van Goldman Sachs, dat inmiddels is uitgegroeid tot een van de grootste investeringsbanken ter wereld.

## Biografie
Marcus Goldman werd geboren op 9 december 1821 in Trappstadt, Koninkrijk Beieren, in een Asjkenazisch-Joods gezin. Zijn vader, Wolf Goldman, was boer en veehandelaar. Zijn moeder, Bella Katz Oberbrunner, afkomstig uit Zeil am Main, was weduwe met vijf kinderen uit een eerder huwelijk; haar eerste echtgenoot heette Samuel Oberbrunner. Goldmans grootvader van vaderskant heette oorspronkelijk Jonathan Marx, maar hij veranderde zijn naam in Goldmann toen Joden in 1811 officieel een achternaam mochten aannemen. Tijdens lessen in de synagoge in Würzburg ontmoette hij Joseph Sachs, die zijn levenslange vriend zou worden. In Beieren werkte Goldman als schoolmeester.
Goldman emigreerde in 1848 vanuit Frankfurt am Main, Duitsland, naar de Verenigde Staten tijdens de eerste grote golf van Joodse immigratie naar Amerika, voortgekomen uit de revoluties van 1848 in de Duitse staten. Bij aankomst in Amerika werd zijn naam door de Amerikaanse immigratiedienst veranderd in Marcus Goldman. Hij trouwde met Bertha Goldman (geen familie), die ook een Joodse immigrant was en negentien jaar oud.
Carrière
Goldman werkte eerst als marskramer met een door paarden getrokken kar en later als winkelier in Philadelphia, waar hij aanvankelijk een kamer huurde in een pension, die eerder was gehuurd door zijn oude vriend Joseph Sachs. Later werd hij eigenaar van een kledingwinkel op Market Street. In 1869 verhuisde Goldman naar New York, op zoek naar een winstgevender baan. Hij plaatste een bord op Pine Street in Lower Manhattan, met de tekst "Marcus Goldman & Co.", waarmee hij zichzelf presenteerde als makelaar in schuldbewijzen.
Vanaf de begindagen van zijn bedrijf kon Goldman alleen al jaarlijks voor vijf miljoen dollar aan commercieel papier verhandelen. Hoewel hij succesvol was, bleef Goldmans bedrijf bescheiden in vergelijking met dat van andere Joods-Duitse bankiers uit die tijd. Bedrijven als J. & W. Seligman & Co., met een werkkapitaal van zes miljoen dollar in 1869 (equivalent van 137 miljoen dollar in 2023), waren al moderne investment bankers die zich bezighielden met het verzekeren en verhandelen van spoorwegobligaties.
In 1882 nodigde Goldman zijn schoonzoon Samuel Sachs uit om zich bij het bedrijf aan te sluiten, waarna de naam werd gewijzigd in M. Goldman and Sachs. De zaken bloeiden: al snel verkocht het nieuwe bedrijf jaarlijks voor dertig miljoen dollar aan papier, en het kapitaal groeide naar honderdduizend dollar (het equivalent van 3,2 miljoen dollar in 2023).
Bijna vijftig jaar na de oprichting waren alle partners van Goldman Sachs lid van gemengde families. In 1885 traden Goldmans zoon Henry en zijn schoonzoon Ludwig Dreyfuss toe als junior partners, en het bedrijf nam zijn huidige naam aan, Goldman Sachs & Co. In 1894 trad Henry Sachs toe tot het bedrijf, en in 1896 werd het bedrijf lid van de New York Stock Exchange.
Toen Goldman met pensioen ging, liet hij het bedrijf achter in handen van zijn zoon Henry Goldman en zijn schoonzoon Samuel Sachs. In 1904 kwamen twee van Sachs' zonen, Arthur en Paul, kort na hun afstuderen aan Harvard University bij het bedrijf.
Persoonlijk leven en overlijden
Goldman trouwde met de achttienjarige Bertha Goldman, die eveneens uit Duitsland was geëmigreerd. Samen kregen zij vijf kinderen. Goldmans jongste dochter, Louisa, trouwde met Samuel Sachs, de zoon van goede vrienden en mede-immigranten uit Neder-Franken, Beieren. Louisa's oudere zus en Sams oudere broer waren reeds met elkaar getrouwd. Zijn oudste zoon, Julius Goldman, trouwde met Sarah Adler, dochter van Samuel Adler.
Goldman overleed in de zomer van 1904 in Elberon, New Jersey.
- Gemeinsame Normdatei: 141673990
- SNAC: w6hz590r
- Virtual International Authority File: 233376848
- WorldCat: E39PBJq6WKQX36HFQdhdfgy8G3